# Daniel Maldini
Daniel Maldini Fossa (Milão, 11 de outubro de 2001) é um futebolista italiano que atua como meia-atacante. Atualmente joga pela Atalanta e pela Seleção Italiana.

## Vida pessoal
É filho de Paolo Maldini, ídolo do Milan, com a modelo venezuelana Adriana Fossa. Seu avô, Cesare, também foi jogador e técnico dos Rossoneri e Christian, seu irmão mais novo, foi também revelado pelo Milan, mas não chegou a defender o time principal, tendo atuado por equipes das divisões de acesso da Itália e também no Hamrun Spartans (Malta), encerrando a carreira em 2023.

## Carreira
Chegou ao Milan em 2010, fazendo todas as categorias de base (do Sub-10 ao Sub-19). Fez parte do time que venceu o Campeonato Italiano Sub-16 de 2016–17, vencendo a Lazio por 5 a 2 na final.
Em julho de 2019, foi incluído na pré-temporada do Milan pelo treinador Marco Giampaolo, estreando pelo time principal na derrota por 1 a 0 para o Bayern de Munique, pela International Champions Cup. O primeiro jogo oficial de Daniel Maldini pelos Rossoneri foi contra o Hellas Verona, em fevereiro de 2020, entrando como substituto de Samu Castillejo. Em setembro de 2021, fez sua estreia em torneios continentais na derrota por 3 a 2 sobre o Bodø/Glimt, pela terceira fase eliminatória da Liga Europa. Em janeiro de 2021, disputou a sexta partida com o time principal do Milan contra a Juventus, que também foi a milésima partida oficial de um Maldini na Série A italiana, somando os 647 jogos de Paolo Maldini (todos como atleta rossonero) e os 347 de Cesare Maldini, que também vestiu as camisas de Triestina e Torino. Seu primeiro gol como atleta profissional foi em setembro, na vitória por 2 a 1 sobre o Spezia. Ele disputou apenas 8 partidas na campanha que terminou com o Milan campeão italiano, somando 239 minutos.
Ainda vinculado ao Milan, foi emprestado para Spezia (20 jogos e 3 gols), Empoli (7 partidas) e Monza (11 jogos e 4 gols), que o contratou em definitivo em julho de 2024, assinando por 2 anos.

## Carreira internacional
Elegível para defender a Itália ou a Venezuela, Daniel Maldini foi convocado pela primeira vez para a equipe principal da Squadra Azzurra em outubro de 2024, para os jogos contra Bélgica e Israel, pela Liga das Nações da UEFA A, ficando no banco de reservas na primeira partida e fazendo sua estreia contra os israelenses ao substituir Giacomo Raspadori na vitória por 4 a 1, tornando-se o terceiro representante da família Maldini a vestir a camisa da Seleção Italiana. Anteriormente, o meia representou as seleções Sub-18, Sub-19 e Sub-20.

## Estatísticas
| Clube               | Temporada         | Liga              | Liga     | Liga | Copa da Itália | Copa da Itália | Europa   | Europa | Outras competições | Outras competições | Total    | Total |
| Clube               | Temporada         | Divisão           | Partidas | Gols | Partidas       | Gols           | Partidas | Gols   | Partidas           | Gols               | Partidas | Gols  |
| ------------------- | ----------------- | ----------------- | -------- | ---- | -------------- | -------------- | -------- | ------ | ------------------ | ------------------ | -------- | ----- |
| Milan               | 2019–20           | Série A           | 2        | 0    | 0              | 0              | —        | —      | —                  | —                  | 2        | 0     |
| Milan               | 2020–21           | Série A           | 5        | 0    | 0              | 0              | 4        | 0      | —                  | —                  | 9        | 0     |
| Milan               | 2021–22           | Série A           | 8        | 1    | 2              | 0              | 3        | 0      | —                  | —                  | 13       | 1     |
| Milan               | Total             | Total             | 15       | 1    | 2              | 0              | 7        | 0      | 0                  | 0                  | 24       | 1     |
| Spezia (empréstimo) | 2022–23           | Série A           | 18       | 2    | 2              | 1              | —        | —      | —                  | —                  | 20       | 3     |
| Empoli (empréstimo) | 2023–24           | Série A           | 7        | 0    | 0              | 0              | —        | —      | —                  | —                  | 7        | 0     |
| Monza (empréstimo)  | 2023–24           | Série A           | 11       | 4    | —              | —              | —        | —      | —                  | —                  | 11       | 4     |
| Monza               | 2024–25           | Série A           | 11       | 1    | 1              | 0              | —        | —      | —                  | —                  | 12       | 1     |
| Monza               | Total             | Total             | 22       | 5    | 1              | 0              | 0        | 0      | 0                  | 0                  | 23       | 5     |
| Total na carreira   | Total na carreira | Total na carreira | 62       | 8    | 5              | 1              | 7        | 0      | 0                  | 0                  | 74       | 9     |

1. ↑  Jogos pela Liga Europa da UEFA
2. ↑  Jogos pela Liga dos Campeões da UEFA

## Títulos
Milan
- Série A: 2021–22